# Смольники (Конінський повіт)
Смольники (пол. Smolniki) — село в Польщі, у гміні Слесін Конінського повіту Великопольського воєводства.
Населення — 236 осіб (2011).
У 1975—1998 роках село належало до Конінського воєводства.

## Демографія
Демографічна структура станом на 31 березня 2011 року:
|          | Загалом | Допрацездатний вік | Працездатний вік | Постпрацездатний вік |
| -------- | ------- | ------------------ | ---------------- | -------------------- |
| Чоловіки | 120     | 33                 | 77               | 10                   |
| Жінки    | 116     | 27                 | 66               | 23                   |
| Разом    | 236     | 60                 | 143              | 33                   |